# Garosyrrhoe disjuncta
Garosyrrhoe disjuncta är en kräftdjursart som beskrevs av J. L. Barnard 1969. Garosyrrhoe disjuncta ingår i släktet Garosyrrhoe och familjen Synopiidae. Inga underarter finns listade i Catalogue of Life.